# Final Theme
Final Theme – instrumentalny utwór skomponowany przez Boba Dylana, nagrany przez niego w lutym 1973 r. i wydany na albumie Pat Garrett and Billy the Kid w lipcu 1973 r.

## Historia i charakter utworu
Utwór ten został nagrany jako ilustracja muzyczna filmu Pat Garrett i Billy Kid w lutym 1973 r. w Burbank Studios w Burbank w Kalifornii, w czasie drugiej sesji. Plonem tej sesji były jeszcze: „Bunkhouse Theme”, „Knockin’ on Heaven’s  Door” (5 prób), „Billy 7” (3 próby), „Sweet Amarillo”, „Rock Me Mama”, „Ride Billy Ride”.
Ten instrumentalny utwór jest pod względem aranżacyjnym najbardziej skomplikowaną kompozycją na albumie. Swoje partie mają w niej wiolonczele, harmonium, gitary akustyczne, flety (w tym recorder).
Krytyk Paul Nelcon napisał: Instrumentalna muzyka tak mityczna, że doskonale pasuje zarówno na śluby jak i pogrzeby, urodziny i odrodziny lub jakiekolwiek ważne rzeczy.
Utwór ten nigdy nie był wykonywany na koncercie.

## Muzycy
Sesja druga
- Bob Dylan – gitara, wokal
- Terry Paul – gitara basowa, śpiew towarzyszący
- Roger McGuinn – gitara
- Jim Keltner – perkusja
- Russ Kunkel – tamburyn, bongosy
- Carol Hunter – gitara, śpiew towarzyszący
- Donna Weiss – chórki
- Brenda Patters – chórki
- Gary Foster – flet
- Carl Fortina - harmonia
- Fred Catz – wiolonczela
- Ted Michel – wiolonczela